# Palmeira de Faro
Palmeira de Faro is een plaats (freguesia) in de Portugese gemeente Esposende en telt 2161 inwoners (2001).